# Associazione Calcio Sansovino 2007-2008
Questa pagina raccoglie le informazioni riguardanti l'Associazione Calcio Sansovino nelle competizioni ufficiali della stagione 2007-2008.

## Rosa
| N. |                    | Ruolo | Calciatore           |
| -- | ------------------ | ----- | -------------------- |
|    | Italia (bandiera)  | C     | Maycol Andriani      |
|    | Italia (bandiera)  | C     | Stefano Ariodante    |
|    | Italia (bandiera)  | D     | Riccardo Bardelli    |
|    | Italia (bandiera)  | D     | Maurizio Battistelli |
|    | Italia (bandiera)  | A     | Daniele Bazzoffia    |
|    | Italia (bandiera)  | C     | Simone Bernicchi     |
|    | Italia (bandiera)  | D     | Marco Bianchi        |
|    | Italia (bandiera)  | P     | Carlo Camilli        |
|    | Italia (bandiera)  | C     | Francesco Daveri     |
|    | Italia (bandiera)  | D     | Marco Di Fatta       |
|    | Italia (bandiera)  | C     | Mattia Fanetti       |
|    | Nigeria (bandiera) | A     | Hashimu Garba        |
|    | Italia (bandiera)  | C     | Marco Giovannetti    |
|    | Italia (bandiera)  | A     | Marco Guidone        |
|    | Albania (bandiera) | A     | Alban Jusufi         |
|    | Italia (bandiera)  | A     | Fabio Lorenzini      |
|    | Italia (bandiera)  | C     | Manolo Manoni        |
|    | Italia (bandiera)  | D     | Leonardo Moracci     |
|    | Italia (bandiera)  | C     | Matteo Nolè          |

| N. |                     | Ruolo | Calciatore          |
| -- | ------------------- | ----- | ------------------- |
|    | Ghana (bandiera)    | D     | Marcus N'Ze Kouassi |
|    | Italia (bandiera)   | D     | Simone Olivieri     |
|    | Italia (bandiera)   | D     | Mattias Pacciarini  |
|    | Italia (bandiera)   | C     | Emanuele Palermo    |
|    | Italia (bandiera)   | D     | Giampaolo Parisi    |
|    | Italia (bandiera)   | C     | Federico Pattuglia  |
|    | Italia (bandiera)   | C     | Tommaso Pecorini    |
|    | Svizzera (bandiera) | C     | Giuseppe Perrone    |
|    | Italia (bandiera)   | C     | Alessandro Piovesan |
|    | Italia (bandiera)   | C     | Gianluca Procopio   |
|    | Italia (bandiera)   | C     | Marcello Quinto     |
|    | Italia (bandiera)   | C     | Gianmarco Rodio     |
|    | Italia (bandiera)   | C     | Fabio Rovrena       |
|    | Albania (bandiera)  | A     | Xhulian Rrudho      |
|    | Italia (bandiera)   | P     | Antonino Saviano    |
|    | Italia (bandiera)   | C     | Luca Spinetti       |
|    | Italia (bandiera)   | P     | Michele Tardioli    |
|    | Italia (bandiera)   | D     | Christian Terni     |